# Roßschopf
Roßschopf är en bergstopp i Österrike.   Den ligger i distriktet Murtal och förbundslandet Steiermark, i den centrala delen av landet, 180 km sydväst om huvudstaden Wien. Toppen på Roßschopf är 1 674 meter över havet.
Närmaste större samhälle är Scheifling, 15,0 km söder om Roßschopf. 